# Mulgiri Gala
Mulgiri Gala o Mulkirigala o Mulgirigala és una població de Sri Lanka situada prop de Viraketiya al Giruva Pattuva del districte de Hambantota de la província del Sud de l'illa de Sri Lanka. Els turistes acostumen a fer una excursió d'unes hores a Mulkirigala sovint des de Tangalle, ciutat costanera meridional. Mulkiri Gala té un monestir històric amb un temple budista en una cova a la roca reminiscència del temple de la cova a Dambulla a la província Nord-central de Sri Lanka.
El monestir té una gran importància històrica que data del segle ii aC. La roca del temple de la cova, recorda a la famosa roca d'or de Dambulla, sent un dels 64 temples construïts pel rei Kavantissa, pare de Dutugemunu [161-137 aC] l'heroi nacional que regnava a Mahagama, un principat a l'antic regne de Ruhuna de Sri Lanka. El rei Kavantissa hauria erigit una estàtua de Buda d'or de 18 colzes de longitud, en una de les coves a la roca Mulkiri Gala.
La història de Mulgirigala és fosca, a causa del fet que ni al Dipavamsa ni al Mahavansa se'n fa esment. Però aquesta roca fou residència de monjos budistes des de temps molt antics segons proven les antigues inscripcions que hi ha al lloc; un Vihara (temple) es va establir allí en algun moment abans de l'era cristiana